# Élections régionales de 1992 en Schleswig-Holstein
Les élections régionales de 1992 en Schleswig-Holstein (en allemand : Landtagswahl in Schleswig-Holstein 1992) se tiennent le 5 avril 1992, afin d'élire les 75 députés de la 13e législature du Landtag pour un mandat de quatre ans. Du fait de la loi électorale, 89 députés sont finalement élus.
Le scrutin est marqué par la victoire du SPD, qui sauve de justesse sa majorité absolue acquise en 1988 tout en perdant sa majorité absolue en voix. Björn Engholm reste donc ministre-président.

## Contexte
Aux élections régionales anticipées du 8 mai 1988, le SPD de Björn Engholm remporte la plus large victoire pour un parti dans toute l'histoire du Land. Il rassemble en effet 54,8 % des suffrages exprimés, faisant élire 46 députés sur 74. Il l'emporte notamment dans toutes les circonscriptions, un fait inédit dans l'histoire politique à cette époque. Engholm est donc investi ministre-président de Schleswig-Holstein, mettant fin à 38 ans d'opposition.
La CDU, désormais emmenée par le ministre de la Justice Heiko Hoffmann, subit de plein fouet les conséquences du scandale né de l'affaire Barschel. Avec à peine 33,3 % des voix, elle réalise son plus mauvais résultat depuis celui enregistré en 1954. Elle se contente donc de 26 députés. Le FDP de Wolf-Dieter Zumpfort réunit seulement 4,4 %, ce qui l'exclut de nouveau du Landtag.

## Mode de scrutin
Le Landtag est constitué de 75 députés (en allemand : Mitglied des Landtags, MdL), élus pour une législature de quatre ans au suffrage universel direct et suivant le scrutin proportionnel d'Hondt.
Chaque électeur dispose d'une voix, qui compte double : elle lui permet de voter pour un candidat de sa circonscription, selon les modalités du scrutin uninominal majoritaire à un tour, le Land comptant un total de 45 circonscriptions ; elle est alors automatiquement attribuée au parti politique dont ce candidat est le représentant.
Lors du dépouillement, l'intégralité des 75 sièges est répartie en fonction des voix attribuées aux partis, à condition qu'un parti ait remporté 5 % des voix au niveau du Land. Cette limite ne s'applique pas à la Fédération des électeurs du Schleswig du Sud, qui représente les Danois d'Allemagne. Si un parti a remporté des mandats au scrutin uninominal, ses sièges sont d'abord pourvus par ceux-ci.
Dans le cas où un parti obtient plus de mandats au scrutin uninominal que la proportionnelle ne lui en attribue, la taille du Landtag est augmentée jusqu'à rétablir la proportionnalité.

## Campagne

### Principales forces
| Parti | Parti                                                                              | Chef de file                       | Résultats de 1988          |
| ----- | ---------------------------------------------------------------------------------- | ---------------------------------- | -------------------------- |
|       | Parti social-démocrate d'Allemagne Sozialdemokratische Partei Deutschlands         | Björn Engholm (Ministre-président) | 54,8 % des voix 46 députés |
|       | Union chrétienne-démocrate d'Allemagne Christlich Demokratische Union Deutschlands | Ottfried Hennig                    | 33,3 % des voix 27 députés |
|       | Fédération des électeurs du Schleswig du Sud Südschleswigscher Wählerverband       | Karl Otto Mayer                    | 1,7 % des voix 1 député    |

## Résultats

### Voix et sièges
| Parti                             | Parti                                              | Voix      | Voix  | Sièges | Sièges        | Sièges | Sièges | Sièges        |
| Parti                             | Parti                                              | Votes     | %     | MU1    | +/-           | Liste  | Total  | +/-           |
| --------------------------------- | -------------------------------------------------- | --------- | ----- | ------ | ------------- | ------ | ------ | ------------- |
|                                   | Parti social-démocrate d'Allemagne (SPD)           | 687 427   | 46,20 | 45     | 1             | 0      | 45     | 1             |
|                                   | Union chrétienne-démocrate d'Allemagne (CDU)       | 503 510   | 33,84 | 0      | en stagnation | 32     | 32     | 5             |
|                                   | Union populaire allemande (DVU)                    | 93 295    | 6,27  | 0      | en stagnation | 6      | 6      | 6             |
|                                   | Parti libéral-démocrate (FDP)                      | 82 963    | 5,58  | 0      | en stagnation | 5      | 5      | 5             |
|                                   | Alliance 90 / Les Verts (Grünen)                   | 74 014    | 4,97  | 0      | en stagnation | 0      | 0      | en stagnation |
|                                   | Fédération des électeurs du Schleswig du Sud (SSW) | 28 245    | 1,90  | 0      | en stagnation | 1      | 1      | en stagnation |
|                                   | Les Républicains (REP)                             | 18 225    | 1,23  | 0      | en stagnation | 0      | 0      | en stagnation |
|                                   | Indépendants                                       | 230       | 0,02  | 0      | en stagnation | 0      | 0      | en stagnation |
|                                   |                                                    |           |       |        |               |        |        |               |
| Votes valides                     | Votes valides                                      | 1 487 909 | 99,17 |        |               |        |        |               |
| Votes blancs et nuls              | Votes blancs et nuls                               | 12 501    | 0,83  |        |               |        |        |               |
| Total                             | Total                                              | 1 500 410 | 100   | 45     | 1             | 44     | 89     | 15            |
| Abstentions                       | Abstentions                                        | 590 932   | 28,26 |        |               |        |        |               |
| Nombre d'inscrits / participation | Nombre d'inscrits / participation                  | 2 091 342 | 71,74 |        |               |        |        |               |